# Joan Roig i Duran
Joan Roig i Duran (Barcelona, 1954) es un arquitecto español. Estudió en la ETSAB, donde se tituló en 1981 y donde es profesor desde 1984. Trabaja en asociación con Enric Batlle.

## Trayectoria

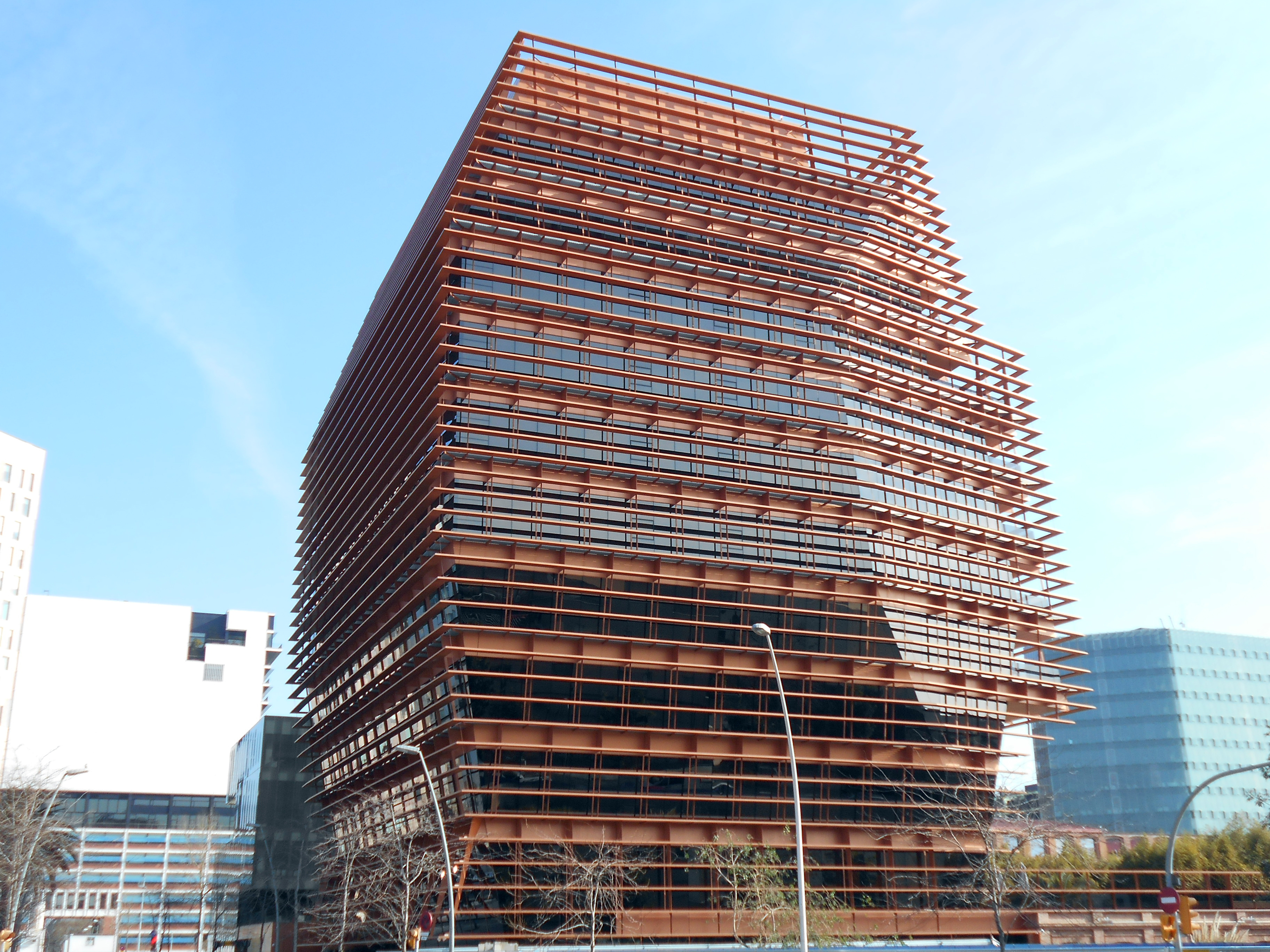
Sede de la Comisión del Mercado de las Telecomunicaciones de España (2008-2010), de Enric Batlle y Joan Roig.

Entre sus obras destacan el Parque de la Pegaso (1982-1986), el puente de la calle Cristòfol de Moura en San Adrián de Besós (1986-1988), la zona de viandantes del centro de la ciudad francesa de Amiens (1992), el parque de Cataluña en Sabadell (1992), el Parque de la Trinidad (2000) y el Parque de la vaguada de Las Llamas en Santander (2007). También ha participado en la Expo de Zaragoza 2008 y en la Ciudad Deportiva del Futbol Club Barcelona en San Juan Despí. Otros edificios suyos son: las oficinas para CMT e Interface en Barcelona, la torre Millenium en Sabadell, el hotel para Telefónica en Bell-lloc, la sede del Real Automóvil Club de Cataluña (RACC) en Barcelona, la sede de la Confederación Hidrográfica del Segura en Murcia y diversos conjuntos de viviendas en San Baudilio de Llobregat, Castellar del Vallés, Viladecans, Sardañola del Vallés y Montgat.